# Белькова, Ольга Валентиновна
О́льга Валенти́новна Белько́ва (укр. Ольга Валентинівна Бєлькова; род. 16 июня 1975, Черкассы, УССР) — украинский политик и экономист, народный депутат Украины.

## Биография
12 декабря 2012 года приступила к работе в Верховной Раде VII созыва в составе фракции политической партии «УДАР» Виталия Кличко. В период с 2012 по 2014 год была членом Комитета Верховной Рады Украины по вопросам финансов и банковской деятельности, председателем подкомитета по вопросам функционирования платежных систем и электронной коммерции, членом Специальной контрольной комиссии по вопросам приватизации.
С 27 ноября 2014 года — народный депутат Блока Петра Порошенко в VIII созыве Верховной Рады Украины. Заместитель председателя Комитета по вопросам топливно-энергетического комплекса, ядерной политики и ядерной безопасности.
До этого Ольга была управляющим партнёром компании EastLabs. Основным фокусом работы Бельковой в EastLabs был поиск новых команд для финансирования Eastlabs и создание программы развития команд в акселераторе. До этого она была директором по международным проектам управленческой команды Фонда Виктора Пинчука. Ольга управляла частным проектом WorldWideStudies, который предоставлял стипендии магистерских программ ведущих мировых университетов молодым талантливым украинцам и украинкам.